# Tinissa torvella
Tinissa torvella är en fjärilsart som beskrevs av Walker 1864. Tinissa torvella ingår i släktet Tinissa och familjen äkta malar.
Artens utbredningsområde är Sri Lanka. Inga underarter finns listade i Catalogue of Life.